# 小佐祖林齊
49°40′50″N 26°40′40″E / 49.68056°N 26.67778°E
小佐祖林齊（烏克蘭語：Малі Зозулинці）是位於烏克蘭西部的村莊，由赫梅利尼茨基州裡赫梅利尼茨基區的扎斯盧奇內市鎮負責管轄。該村面積1.46平方公里，海拔高度295米，2001年人口302，人口密度每平方公里207.3人。